# مرکز کنوانسیون بارتل هال
مرکز کنوانسیون بارتل هال (به انگلیسی: Bartle Hall Convention Center) بزرگترین مرکز کنوانسیون شهر کانزاس سیتی در میزوری است.
این مرکز ۳۶۱۲۰ متر مربع مساحت داشته و در مرکز شهر و در جوار ناحیه پاور اند لایت کانزاس سیتی واقع است و سالانه میزبان همایشها و گردهمایی‌های متعددیست.